# Arctomecon
Arctomecon es un género de plantas con flores perteneciente a la familia  Papaveraceae. Las tres especies conocidas se encuentran en el Desierto de Mojave de Norteamérica.

## Descripción
Es una planta herbácea con las hojas agrupadas en una roseta basal con una apariencia de color azul claro o gris. Las hojas están dentadas y cubiertas con una capa de pelillos. Las flores son terminales como es típico en las papaveráceas, con 2-3 sépalos y  4-6 pétalos de color amarillo o blanco. El fruto es una cápsula que tiene 4-6 valvas que lanza pequeñas semillas negras.
Arctomecon se desarrolla en los suelos secos del el Mojave, donde pocas plantas pueden sobrevivir. Prefiere los suelos con calcio.

## Taxonomía
El género  fue descrito por Torr. & Frém. y publicado en Report of the Exploring Expedition to the Rocky Mountains in the year 1842 312, pl. 2. 1845. La especie tipo es: Arctomecon californica
Etimología
Arctomecon: nombre genérico que derova de las palabras griegas arktos' = "un oso" y mecon = "amapola"  refiriéndose a su vellosidad. 

## Especies
- Arctomecon californica
- Arctomecon merriamii
- Arctomecon humilis